# MTV Movie & TV Awards 2018
La 27ª edizione degli MTV Movie & TV Awards si è tenuta il 16 giugno 2018 presso il Barker Hangar di Los Angeles, California.
La cerimonia è stata presentata da Tiffany Haddish.

## Vincitori e candidati
Le candidature sono state annunciate il 3 maggio 2018. I vincitori saranno indicati in grassetto, a seguire gli altri candidati.

### Miglior film
- Black Panther, regia di Ryan Coogler
- Avengers: Infinity War, regia di Anthony e Joe Russo
- It, regia di Andrés Muschietti
- Il viaggio delle ragazze (Girls Trip), regia di Malcolm D. Lee
- Wonder Woman, regia di Patty Jenkins

### Miglior performance in un film
- Chadwick Boseman - Black Panther
- Timothée Chalamet - Chiamami col tuo nome (Call Me by Your Name)
- Ansel Elgort - Baby Driver - Il genio della fuga (Baby Driver)
- Daisy Ridley - Star Wars: Gli ultimi Jedi (Star Wars: The Last Jedi)
- Saoirse Ronan - Lady Bird

### Miglior serie TV
- Stranger Things
- Tredici (13 Reasons Why)
- Il Trono di Spade (Game of Thrones)
- Grown-ish
- Riverdale

### Miglior performance in una serie
- Millie Bobby Brown - Stranger Things
- Darren Criss - L'assassinio di Gianni Versace (The Assassination of Gianni Versace: American Crime Story)
- Katherine Langford - Tredici (13 Reasons Why)
- Issa Rae - Insecure
- Maisie Williams - Il Trono di Spade (Game of Thrones)

### Miglior performance comica
- Tiffany Haddish - Il viaggio delle ragazze (Girls Trip)
- Jack Black - Jumanji - Benvenuti nella giungla (Jumanji: Welcome to the Jungle)
- Dan Levy - Schitt's Creek
- Kate McKinnon - Saturday Night Live
- Amy Schumer - Come ti divento bella! (I Feel Pretty)

### Miglior documentario
- Lady Gaga - Gaga: Five Foot Two
- Diddy - Can’t Stop, Won’t Stop: A Bad Boy Story
- Demi Lovato - Demi Lovato: Simply Complicated
- JAY-Z - Jay-Z’s "Footnotes for 4:44"
- Dr. Dre e Jimmy Iovine - The Defiant Ones

### Miglior performance di gruppo
- Finn Wolfhard, Sophia Lillis, Jaeden Lieberher, Jack Dylan Grazer, Wyatt Oleff, Jeremy Ray Taylor e Chosen Jacobs - It
- Chadwick Boseman, Lupita Nyong'o, Danai Gurira e Letitia Wright - Black Panther
- Dwayne Johnson, Kevin Hart, Jack Black, Karen Gillan e Nick Jonas - Jumanji - Benvenuti nella giungla (Jumanji: Welcome to the Jungle)
- Tye Sheridan, Olivia Cooke, personaggi dell'Overlook Hotel, Philip Zhao, Win Morisaki e Lena Waithe - Ready Player One
- Gaten Matarazzo, Finn Wolfhard, Caleb McLaughlin, Noah Schnapp e Sadie Sink - Stranger Things

### Miglior ruba-scena
- Madelaine Petsch - Riverdale
- Tiffany Haddish - Il viaggio delle ragazze (Girls Trip)
- Dacre Montgomery - Stranger Things
- Taika Waititi - Thor: Ragnarok
- Letitia Wright - Black Panther

### Miglior eroe
- Chadwick Boseman - Black Panther
- Emilia Clarke - Il Trono di Spade (Game of Thrones)
- Gal Gadot - Wonder Woman
- Grant Gustin - The Flash
- Daisy Ridley - Star Wars: Gli ultimi Jedi (Star Wars: The Last Jedi)

### Miglior cattivo
- Michael B. Jordan - Black Panther
- Josh Brolin - Avengers: Infinity War
- Adam Driver - Star Wars: Gli ultimi Jedi (Star Wars: The Last Jedi)
- Aubrey Plaza - Legion
- Bill Skarsgård - It

### Miglior bacio
- Nick Robinson e Keiynan Lonsdale - Tuo, Simon (Love, Simon)
- Gina Rodriguez e Justin Baldoni - Jane the Virgin
- Olivia Cooke e Tye Sheridan - Ready Player One
- KJ Apa e Camila Mendes - Riverdale
- Finn Wolfhard e Millie Bobby Brown - Stranger Things

### Miglior combattimento
- Gal Gadot vs. soldati tedeschi - Wonder Woman
- Charlize Theron vs. Daniel Hargrave & Greg Rementer - Atomica bionda (Atomic Blonde)
- Scarlett Johansson, Danai Gurira, Elizabeth Olsen vs. Carrie Coon - Avengers: Infinity War
- Chadwick Boseman vs. Winston Duke - Black Panther
- Mark Ruffalo vs. Chris Hemsworth - Thor: Ragnarok

### Miglior performance più terrorizzante
- Noah Schnapp - Stranger Things
- Talitha Bateman - Annabelle 2: Creation (Annabelle: Creation)
- Emily Blunt - A Quiet Place - Un posto tranquillo (A Quiet Place)
- Sophia Lillis - It
- Cristin Milioti - Black Mirror

### Miglior serie reality
- Al passo con i Kardashian (The Kardashians)
- Love & Hip Hop
- The Real Housewives
- America's Next Drag Queen (RuPaul's Drag Race)
- Vanderpump Rules

### Miglior momento musicale
- Mike e Eleven ballano su "Every Breath You Take” - Stranger Things
- Cast si esibisce in "Freedom" - Black-ish
- Elio che piange durante i titoli di coda - Chiamami col tuo nome (Call Me by Your Name)
- Dance Battle - Il viaggio delle ragazze (Girls Trip)
- "I Wanna Dance With Somebody (Who Loves Me)” sequenza del sogno - Tuo, Simon (Love, Simon)
- Il cast si esibisce in "A Night We’ll Never Forget" - Riverdale
- Phillip e Anne cantano "Rewrite the Stars” - The Greatest Showman
- Kate canta "Landslide" - This Is Us

### MTV Generation Award
- Chris Pratt[4]

### MTV Trailblazer Award
- Lena Waithe[5]